# Liste von Sandsteinsorten

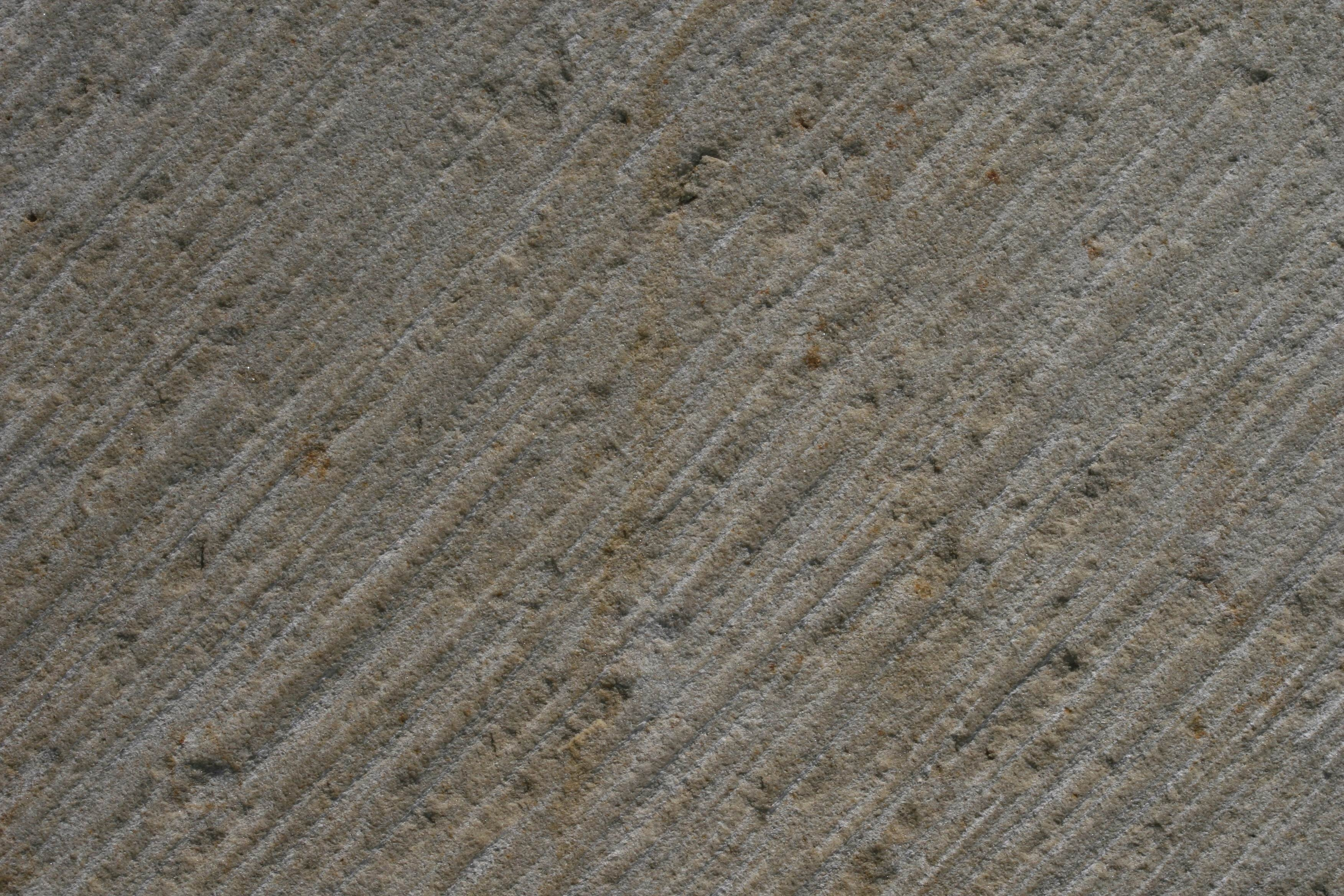
Obernkirchener Sandstein, Oberfläche gebeilt

In diese Liste sollten nur Sandsteinsorten eingetragen werden, die wirtschaftlich als Naturstein genutzt worden sind bzw. genutzt werden.

## Überregional
(über Grenzen von Staaten und deutscher Bundesländer hinweg)
- Cornbrash-Sandstein: Nordrhein-Westfalen, Niedersachsen
- Elbsandstein: Deutschland (Sachsen) und Tschechien
- Roter Mainsandstein: Hessen, Baden-Württemberg, Bayern
- Wealdensandsteine: Niedersachsen, Nordrhein-Westfalen

## Australien

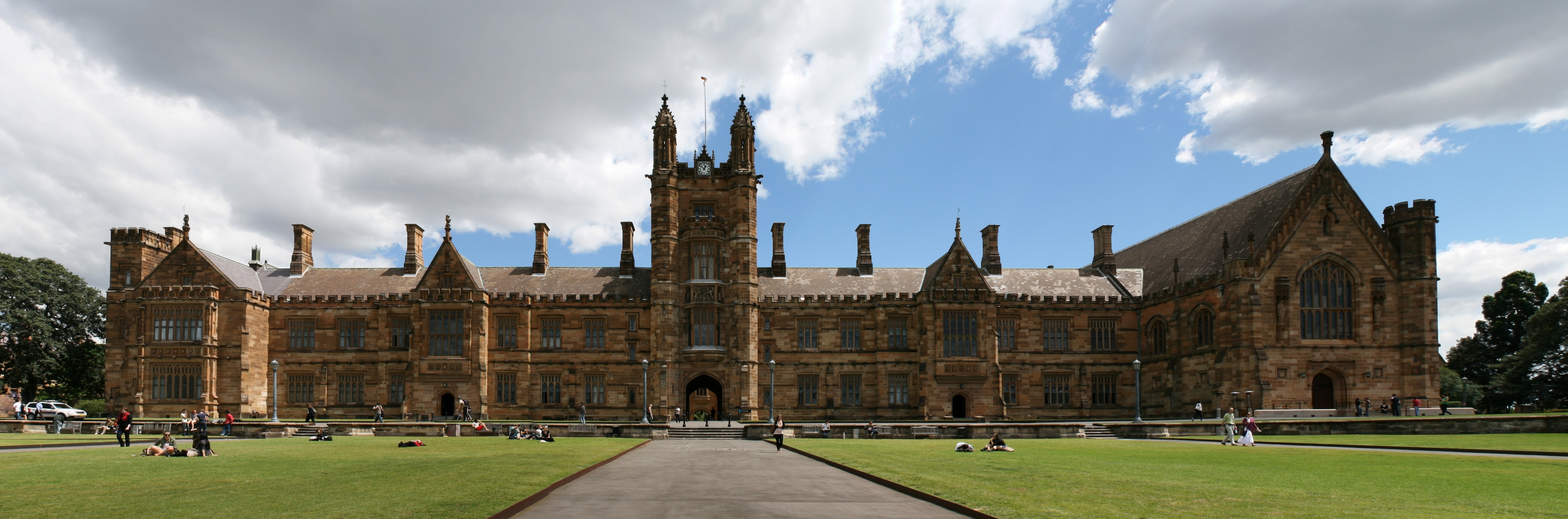
Universität von Sydney aus Hawkesbury-Sandstein

- Hawkesbury-Sandstein: Sydneybecken,  Gosford

## Britische Inseln
- Millstone Grit: Pennines (Saddleworth Moor), Great Shunner Fell, Sliabh an Iarainn

## Dänemark
- Nexø-Sandstein (auch Neksö-Sandstein): bei Nexø auf Bornholm

## Deutschland

### Baden-Württemberg
- Donzdorfer Sandstein: bei Donzdorf
- Heilbronner Sandstein: bei Heilbronn
- Loßburger Sandstein: Loßburg bei Freudenstadt (auch „Freudenstädter Sandstein“ genannt)
- Maulbronner Sandstein: bei Maulbronn
- Mühlbacher Sandstein: Mühlbach bei Eppingen
- Nöttinger Sandstein: bei Nöttingen
- Neckartäler Sandstein: Mosbach bei Heidelberg
- Pliezhausener Sandstein: bei Pliezhausen
- am Schönbuch-Rand nahe bei Tübingen
  - Dettenhausener Sandstein, auch Dettenhauser Stubensandstein: wurde früher bei Dettenhausen abgebaut
  - Pfrondorfer Sandstein („Rhätsandstein“): Pfrondorf
- Weiler Sandstein: Weiler bei Sinsheim
- Mühlsandstein: Waldshut
- Gesteinseinheiten / Formationen:
  - Schilfsandstein
  - Stubensandstein

### Bayern

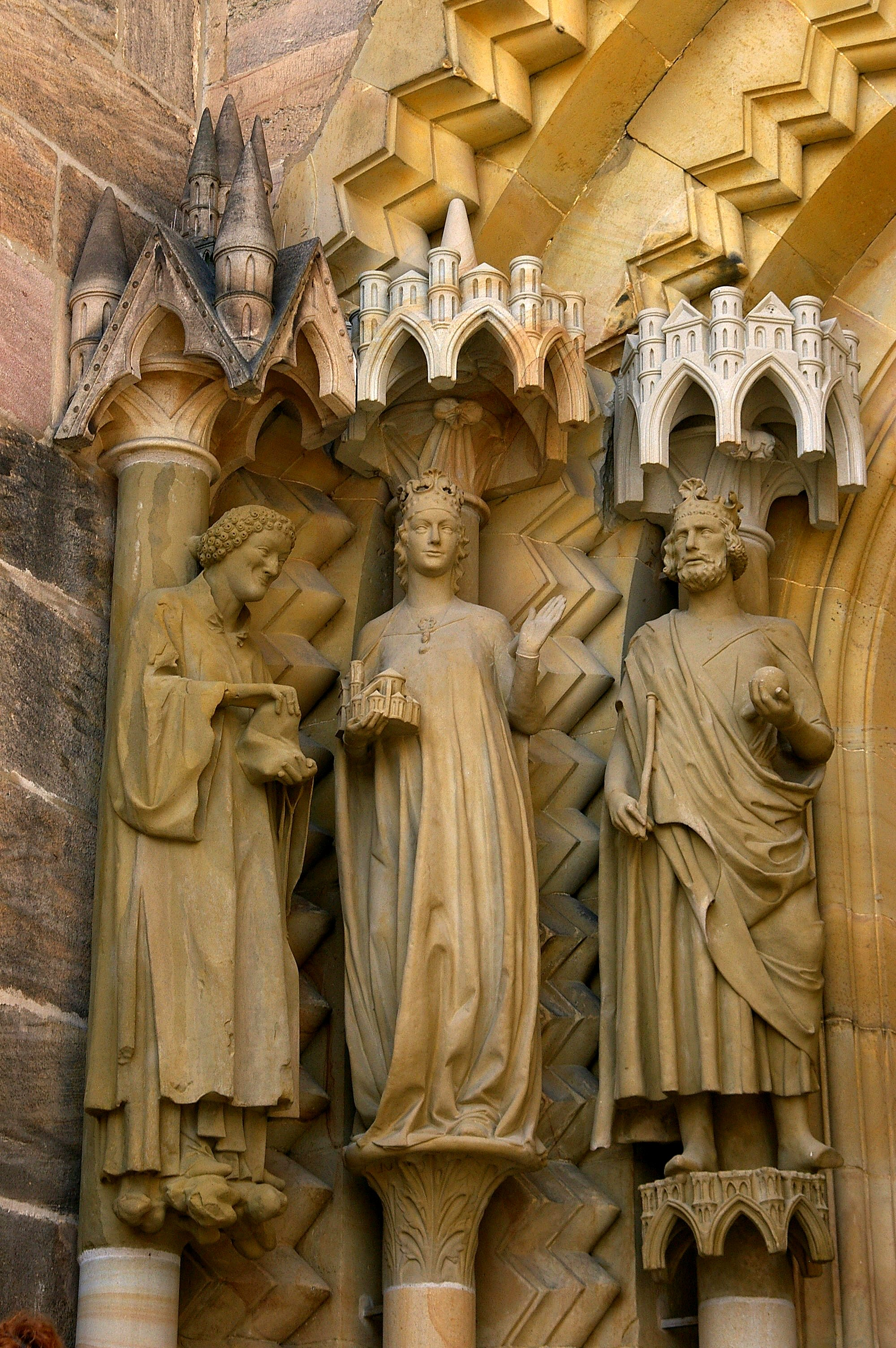
Adamspforte am Bamberger Dom aus Burgpreppacher Sandstein

- Abtswinder Sandstein: am Friedrichsberg bei Abtswind
- Burgpreppacher Sandstein: Burgpreppach
- Gnodstädter Sandstein: Gnodstadt bei Gnodstadt/Ochsenfurt
- Ihrlersteiner Grünsandstein: Ihrlerstein bei Kelheim
- Roter Mainsandstein: aus Bürgstadt, Dietenhan, Dorfprozelten, Miltenberg oder Wüstenzell
- Sander Sandstein: Sand am Main
- Schleeriether Sandstein: Schleerieth bei Werneck
- Trebgaster Sandstein: Trebgast
- Worzeldorfer Sandstein: Worzeldorf bei Nürnberg

### Hessen
- Cornberger Sandstein: bei Cornberg
- Friedewalder Sandstein: bei Friedewald
- Odenwälder Sandstein: bei Beerfelden
- Marburger Sandstein (zahlreiche historische Steinbrüche im Höhenzug der Lahnberge bei Marburg): Heute wird der Niederweimarer Sandstein auch Marburger Sandstein genannt, der derzeit (2015) bei Niederweimar abgebaut wird.

### Niedersachsen

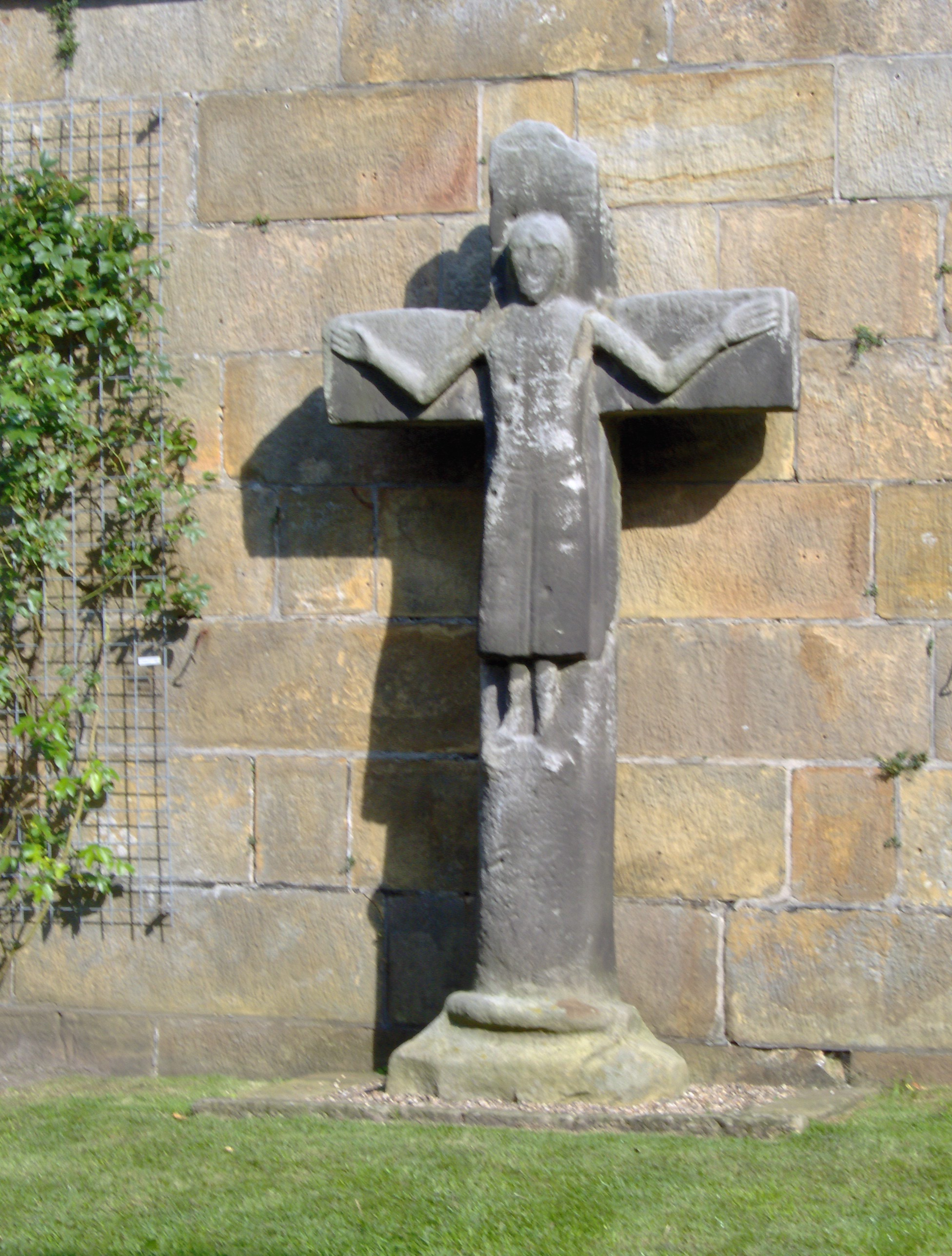
Skulptur Herrgott von Bentheim aus Bentheimer Sandstein

- Bentheimer und Gildehauser Sandstein: Bad Bentheim
- Deistersandstein: Völksen
- Hilssandstein: Lutter am Barenberge
- Nesselbergsandstein: Altenhagen I
- Obernkirchener Sandstein: Obernkirchen
- Osterwaldsandstein: Osterwald
- Piesbergsandstein: Osnabrück
- Süntelsandstein: Pötzen
- Velpker Sandstein: Velpke
- Wesersandstein: Bad Karlshafen und Arholzen

### Nordrhein-Westfalen
- Anröchter Stein: Anröchte
- Baumberger Sandstein: Baumberge

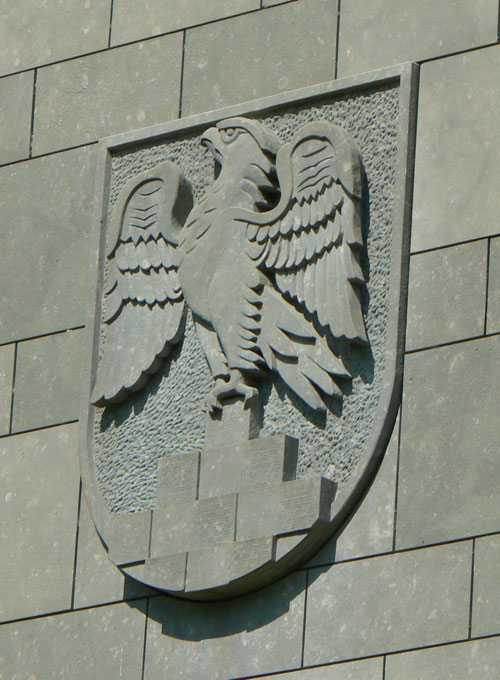
Wappen der Gemeinde Anröchte aus Anröchter Stein

- Nievelsteiner Sandstein (Herzogenrather Sandstein): Herzogenrath
- Ibbenbürener Sandstein: Ibbenbüren
- Liedberger Sandstein: Liedberg
- Osning-Sandstein: Teutoburger Wald
- Portasandstein: Porta Westfalica
- Planicosta-Sandstein: Lemgo
- Rüthener Sandstein: Rüthen im Sauerland
- Ruhrsandstein: Ruhrtal von Fröndenberg bis Mülheim
- Teutoburgerwald-Sandstein: Teutoburger Wald
- Werler Grünsandstein: Werl

### Rheinland-Pfalz
- Kapuzinerstein, Leininger Land
- Kordeler Sandstein Kordel
- Leistadter Sandstein: Leistadt
- Neustadt-Haardter Sandstein: Neustadt an der Weinstraße
- Schweinstaler Sandstein: Schopp
- Udelfanger Sandstein: Udelfangen
- Flonheimer Sandstein: Flonheim
- Obersulzbacher Sandstein: Obersulzbach

### Saarland
- Britter Sandstein: bei Britten

### Sachsen
Elbsandsteine:

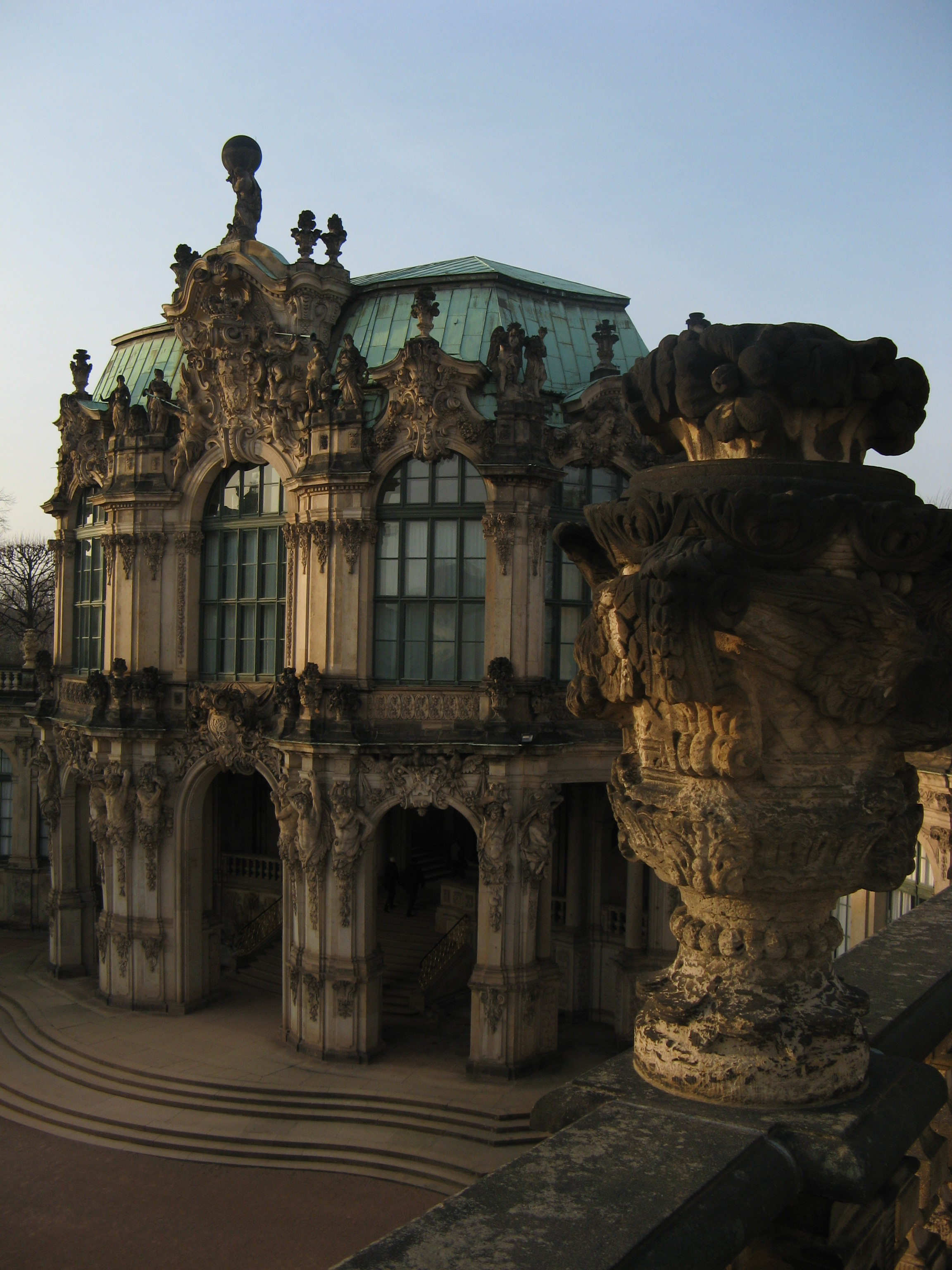
Dresdner Zwinger aus Cottaer Sandstein

- Cottaer Sandstein: Cotta bei Pirna
- Grillenburger Sandstein: Grillenburg im Tharandter Wald
- Hetzdorfer Sandstein: Hetzdorf am Tharandter Wald
- Niederschönaer Sandstein: Niederschöna bei Freiberg am Tharandter Wald
- Postaer Sandstein: Lohmen bei Pirna
- Reinhardtsdorfer Sandstein: Reinhardtsdorf-Schöna bei Pirna
- Wehlener Sandstein: Stadt Wehlen bei Pirna

weitere Sandsteine:
- Jonsdorfer Sandstein: Jonsdorf im Zittauer Gebirge
- Waltersdorfer Sandstein: Waltersdorf im Zittauer Gebirge
- Zwickauer Kohlensandstein: Region Zwickau

### Sachsen-Anhalt
- Nebraer Sandstein: Nebra
- Siebigeröder Sandstein: Siebigerode
- Ummendorfer Sandstein: Ummendorf

### Thüringen
- Schmalkalder Buntsandstein: Fambach bei Schmalkalden
- Kraftsdorfer Sandstein: bei Kraftsdorf
- Seeberger Sandstein: Seeberg bei Gotha
- Tambacher Sandstein: bei Tambach-Dietharz
- Themar Sandstein: Themar

## Frankreich
- Avessac: bei Redon
- Belleau: bei Château-Thierry
- Bigarré des Vosges: in den Vogesen
- Blavozy: bei Puy-en-Velay
- Champenay: bei Saint-Dié
- Erquy: bei Saint-Brieuc
- Fontainebleau: bei Fontainebleau
- Frain: in den Vogesen
- La Rhune: bei Bayonne
- Moliere: bei Rodez
- Najac: bei Villefranche-de-Rouergue
- Omonville: bei Omonville-la-Rogue
- Rothbach: in den Vogesen

## Italien
- Pietra di Gorgoglione: bei Matera
- Pietra dorata: bei Manciano
- Pietra serena: Toskana, um Florenz (Monte Modino und Macigno)
- Santafiora: Grosseto
- Grödner Sandstein: Gröden
- Möltener Sandstein: Mölten[1]

## Lesotho
- White City Sandstone, bei Maseru

## Österreich
- Breitenbrunner Kalksandstein, bei Breitenbrunn
- St. Margarethener Kalksandstein, bei St. Margarethen im Burgenland
- Mannersdorfer Sandstein, bei Mannersdorf
- Zogelsdorfer Kalksandstein, bei Zogelsdorf

## Polen
- Brenna, bei Brenna
- Heuscheuer Sandstein, bei Łężyce
- Hockenauer Sandstein, bei Czaple
- Kopulak, bei Suchedniów
- Mucharz, bei Mucharz
- Plagwitzer Sandstein, bei Płakowice
- Rackwitzer Sandstein, bei Rakowice Małe
- Sirgwitzer Sandstein, bei Żerkowice
- Śmiłów, bei Śmiłów
- Warthauer Sandstein, bei Warta Bolesławiecka
- Wünschelburger Sandstein, bei Radków

## Schweiz
- Bäch Sandstein: am Zürichsee
- Berner Sandstein: Abbaustellen bei Bern in Ostermundigen, Krauchthal und am Gurten
- Bollinger Sandstein (auch Uznaberg Sandstein, Bollinger-Brand und Bollinger-Lehholz Sandstein): aus Eschenbach SG und  Rapperswil-Jona am Oberen Zürichsee
- Buchberger Sandstein, mehrere Steinbrüche am südlichen Ufer des Obersees
- Grès à cailloux roulés: bei Avenches
- Grès de Attalens: bei Vevey
- Grès de Bulle: bei Echarlens
- Grès de Corbières: bei Echarlens
- Grès de Vaulruz: bei Vaulruz
- Rorschacher Sandstein: Rorschach
- St. Margrether Sandstein: St. Margrethen (ähnlich dem Bollinger Sandstein)
- Teufener Sandstein: bei Teufen (ähnlich dem Bollinger Sandstein)

## Südafrika

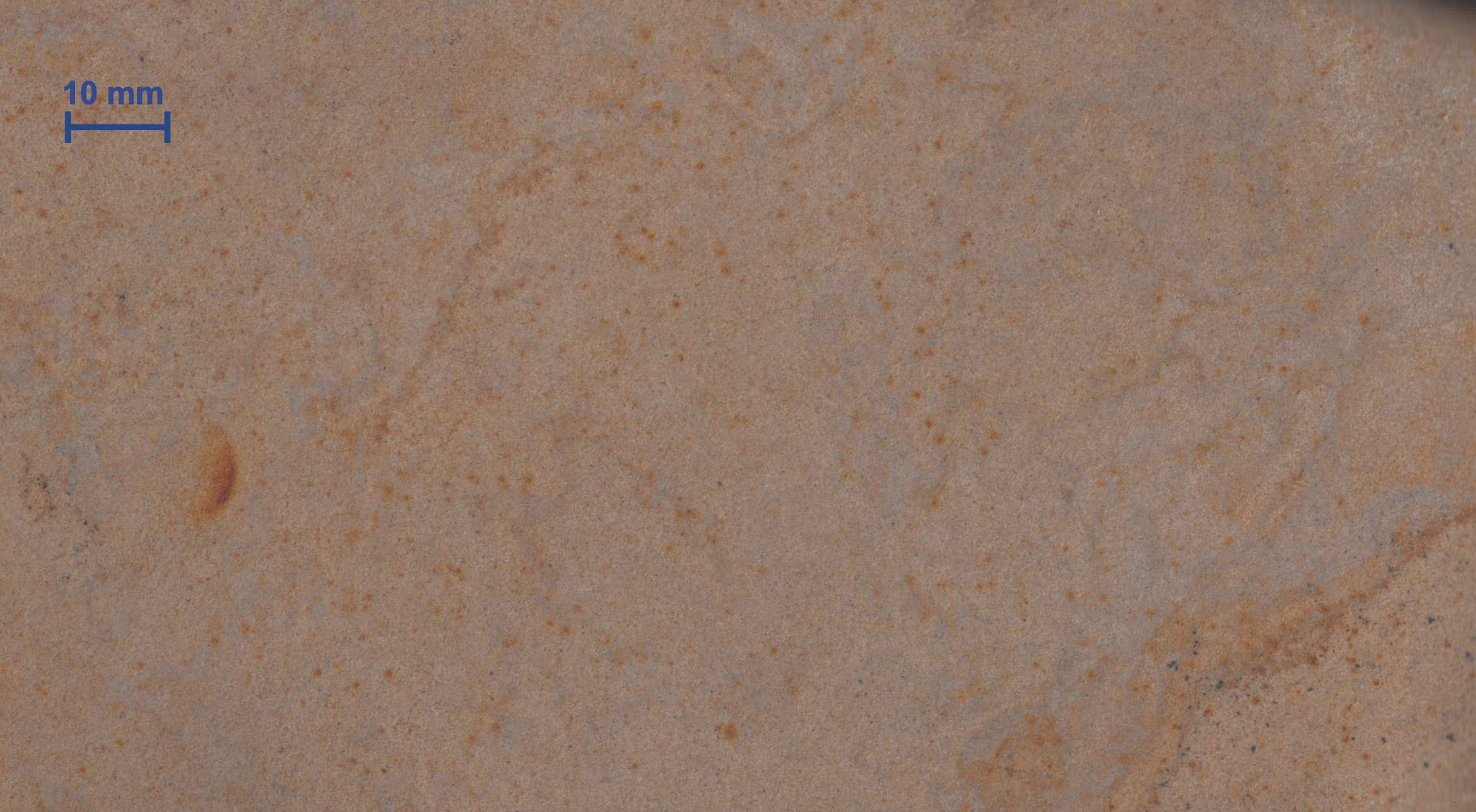
Sandstein Golden Dawn

- Ermelo Sandstone, Provinz Mpumalanga, bei der Farm de Roodepoort
- Matatiele Sandstone, Provinz KwaZulu-Natal, bei Matatiele
- Naboomspruit (auch Golden Dawn oder Golden Stone) Provinz Limpopo, um Bela-Bela
- Nieuwoudtville Sandstone, Provinz Northern Cape, bei Nieuwoudtville
- Oudtshoorn Sandstone, Provinz Western Cape, bei Oudtshoorn
- Sandalwood (auch Picturestone), Provinz Northern Cape, bei Vioolsdrift
- Steenpan (auch Flatpan oder Klippan), Provinz Free State, bei Wolvehoek
- Tafelbergsandstein (Table Mountain Sandstone) Provinz Western Cape, verschiedene Abbaustellen

- viele Sorten, teilweise ohne Handelsnamen, aus der Karoo-Supergruppe in zahlreichen Steinbrüchen bei Graaff-Reinet, Cradock, Queenstown, Aliwal North, Burgersdorp und Sterkstroom

## Tschechien
- Božanov Sandstein: bei Božanov

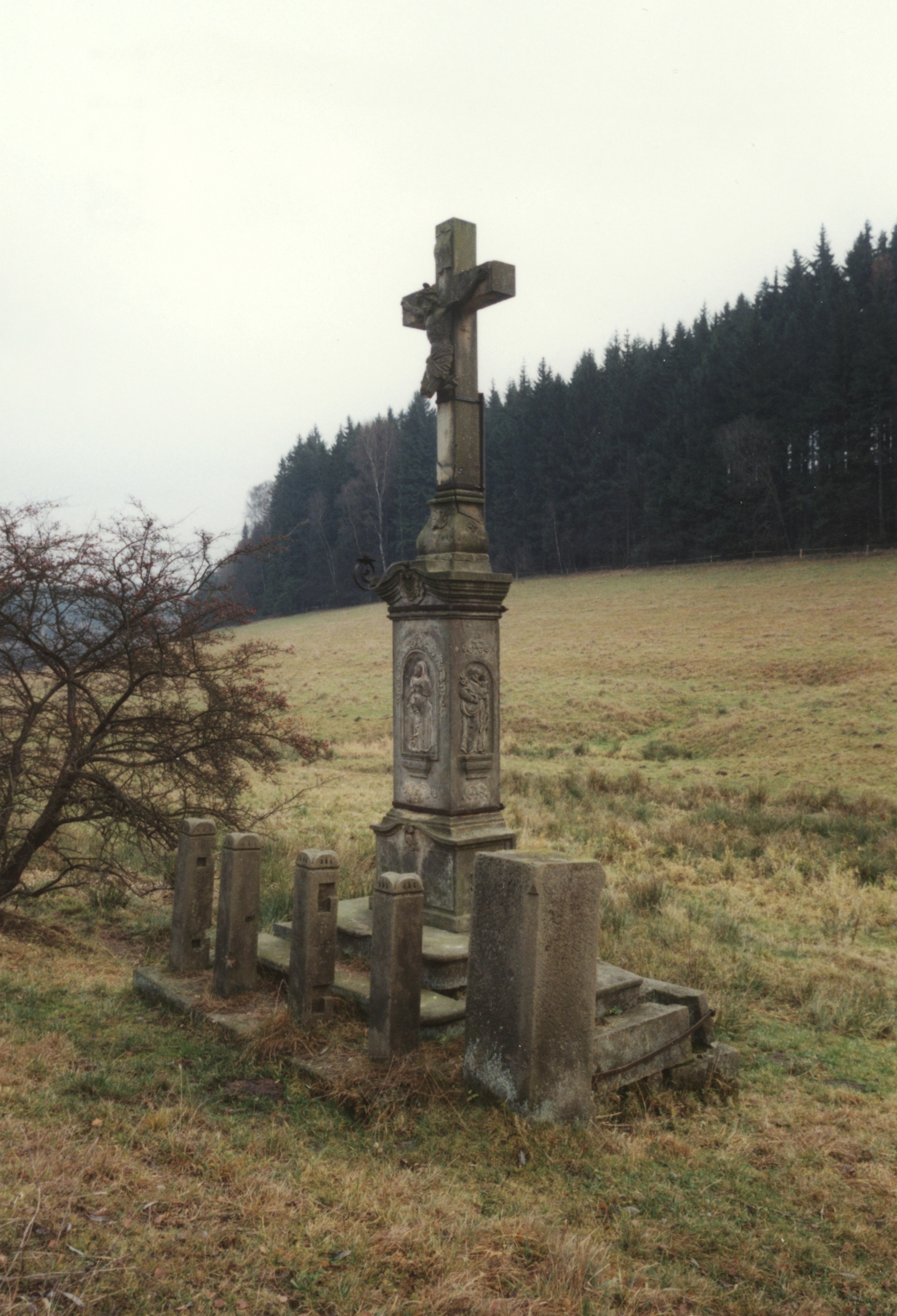
Betsäule aus Sandstein beim ehemaligen Dorf Libná

- Niedergrund Sandstein: bei Dolní Žleb
- Libná Sandstein: bei Libná
- Zdoňov Sandstein: bei Zdoňov
- Moleteiner Sandstein, bei Maletín
- Mšené Sandstein: bei Mšené-lázně
- Podhorní Sandstein: bei Podhorní Újezd
- Těšínský Sandstein: bei Řeka